# Meriem Byaui
Meriem Byaui –en árabe, مريم بجاوي– (nacida el 29 de octubre de 1996) es una deportista tunecina que compite en judo. Ganó dos medallas en los Juegos Panafricanos en los años 2015 y 2019, y cinco medallas en el Campeonato Africano de Judo entre los años 2016 y 2022.

## Palmarés internacional
| Juegos Panafricanos | Juegos Panafricanos               | Juegos Panafricanos | Juegos Panafricanos |
| Año                 | Lugar                             | Medalla             | Categoría           |
| ------------------- | --------------------------------- | ------------------- | ------------------- |
| 2015                | Brazzaville (República del Congo) | Medalla de bronce   | –63 kg              |
| 2019                | Rabat (Marruecos)                 | Medalla de bronce   | –63 kg              |
| Campeonato Africano |                                   |                     |                     |
| Año                 | Lugar                             | Medalla             | Categoría           |
| 2016                | Túnez (Túnez)                     | Medalla de oro      | –63 kg              |
| 2017                | Antananarivo (Madagascar)         | Medalla de plata    | –63 kg              |
| 2018                | Túnez (Túnez)                     | Medalla de oro      | –63 kg              |
| 2021                | Dakar (Senegal)                   | Medalla de bronce   | –63 kg              |
| 2022                | Orán (Argelia)                    | Medalla de bronce   | –63 kg              |